# عاجیان
عاجیان (نام علمی: Dentaliida) نام یک راسته از رده ناوپایان است.